# Xalisco
Xalisco è un comune del Messico, situato nello stato di Nayarit, il cui capoluogo è la località omonima.
La municipalità conta 57.418 abitanti (2015) e ha un'estensione di 478,29 km².
Il nome significa in lingua nahuatl "luogo posto sopra la sabbia".